# 桂岭书院
桂岭书院，位于中国广东省梅州市蕉岭县城，为蕉岭县的一个县级文物保护单位，类型为古建筑，公布时间为1985年。
桂岭书院的历史年代为清代。